# WAR DANCE
「WAR DANCE」(ウォー ダンス)は、1988年7月にサンプルカットされたDe-LAXのシングル。発売元はフォーライフ・レコード。

## 概要
- De-LAXがメジャーデビューを果たす1か月前にサンプルカットされたシングル。1stアルバム『SENSATION』のジャケットとデザイン、色は同じである。だがその後、正式なシングルにならなかった。
- レコードは両面に楽曲が収録されているが、同じ曲しか収録されていない。

## 収録曲
| #  | タイトル      | 作詞 | 作曲               | 編曲   |
| -- | ------------- | ---- | ------------------ | ------ |
| 1. | 「WAR DANCE」 | 宙也 | 榊原秀樹・鈴木正美 | De-LAX |

## 曲解説
1. WAR DANCE
  - 宙也/作詞、榊原秀樹・鈴木正美/作曲、De-LAX/編曲

PVが存在する。ビデオ『THE STORY OF De+LAX 1988-1992 5Years×5Lives』には、ショートバージョンが収録された。なお、フルバージョンは、ベストアルバム『"20th Anniversary Premium Collection"』のDVDに収録されている。また、ベストアルバム『"20th Anniversary Premium Collection"』に収録されている再録バージョンのPVも収録されている。
京極輝男在籍時にライブで演奏する際には、サイレンを鳴らす演出がなされていた。
曲頭で、回転数が変化したように聞こえるのは、意図的になされたものである。
後にライブアルバム『BOOTLEG!!』と『HELLO AGAIN』には、この曲のライブバージョンが、ベストアルバム『THE STORY OF De-LAX 1988-1992 5Years×5Lives』と、『Best of De+LAX』には、ミックス違い(曲頭で、回転数が変化しない)が、ベストアルバム『"20th Anniversary Premium Collection"』には、4人体制でのリテイクが行われた再録バージョンが収録された[1]。
また、ライブビデオ『De-LAX NEUROMANCER '89 SPIRITS A GO-GO TOUR』、『TOUR '90 "KINGDOM"』、『"RESURRECTION & EXISTENCE"』にて、本楽曲が映像化された。また、7thアルバム『ART+BEAT』のDVDにも、本楽曲のライブ映像が収録されている。

## 収録アルバム
オリジナルアルバム
- SENSATION (#1)

ベストアルバム
- THE STORY OF De+LAX 1988-1992 5Years×5Lives (#1,ミックスが異なるバージョン)
- Best of De+LAX (#1,ミックスが異なるバージョン)
- "20th Anniversary Premium Collection" (#1,再録バージョン)

ライブアルバム
- BOOTLEG!! (#1,ライブバージョン)
- HELLO AGAIN (#1,ライブバージョン)

## 収録映像作品
PV収録
- THE STORY OF De+LAX 1988-1992 5Years×5Lives (#1,ショートバージョン)
- "20th Anniversary Premium Collection" (#1,オリジナル、再録共にフルバージョン)

ライブ映像収録
- De-LAX NEUROMANCER '89 SPIRITS A GO-GO TOUR (#1)
- TOUR '90 "KINGDOM" (#1)
- "RESURRECTION & EXISTENCE" (#1)
- ART+BEAT (#1)